# Мохаммед Реза Гераеї
Мохаммед Реза Гераеї (перс. محمدرضا گرایی; нар. 25 липня 1996, Шираз) — іранський борець греко-римського стилю, чемпіон, срібний та бронзовий призер чемпіонатів світу, чемпіон Азії, бронзовий призер Азійських ігор, чемпіон Олімпійських ігор, чемпіон світу.

## Життєпис
Боротьбою почав займатися з 2001 року. У 2016 році здобув срібну медаль чемпіонату Азії серед юніорів. У 2018 році виборов бронзову нагороду на Азійських іграх. У 2019 став чемпіоном світу серед молоді і срібним призером чемпіонату Азії серед молоді. Того ж року здобув чемпіонський титул на чемпіонаті Азії серед дорослих. У квітні 2021 року став другим на Олімпійському кваліфікаційному турнірі, що відбувся в Алмати, що дозволило йому вибороти ліцензію на участь в літніх Олімпійських іграх 2020 року в Токіо. На Олімпіаді став олімпійським чемпіоном, здолавши у фіналі українського борця Парвіза Насібова з рахунком 9:1.
Виступає за борцівський клуб Тахті, Шираз. Тренер — Рахім Гіві.
Вивчає спортивну фізіологію в Університеті Шираза.

### Родина
Його старший брат Мохаммедалі Гераеї дворазовий призер чемпіонатів світу, триразовий призер чемпіонатів Азії, чемпіон Азійських ігор. Теж виступав на літніх Олімпійських іграх 2020 року в Токіо у ваговій категорії до 77 кг, де посів п'яте місце.

## Спортивні результати на міжнародних змаганнях

### Виступи на Олімпіадах
| Змагання                    | Збірна | Вагова категорія                 | Місце  |
| --------------------------- | ------ | -------------------------------- | ------ |
| Літні Олімпійські ігри 2020 | Іран   | греко-римська боротьба, до 67 кг | Золото |

### Виступи на Чемпіонатах світу
| Змагання                        | Збірна | Вагова категорія                 | Місце  |
| ------------------------------- | ------ | -------------------------------- | ------ |
| Чемпіонат світу з боротьби 2018 | Іран   | греко-римська боротьба, до 67 кг | 8      |
| Чемпіонат світу з боротьби 2021 | Іран   | греко-римська боротьба, до 67 кг | Золото |
| Чемпіонат світу з боротьби 2022 | Іран   | греко-римська боротьба, до 67 кг | Срібло |
| Чемпіонат світу з боротьби 2023 | Іран   | греко-римська боротьба, до 67 кг | Бронза |

### Виступи на Чемпіонатах Азії
| Змагання                       | Збірна | Вагова категорія                 | Місце  |
| ------------------------------ | ------ | -------------------------------- | ------ |
| Чемпіонат Азії з боротьби 2019 | Іран   | греко-римська боротьба, до 72 кг | Золото |

### Виступи на Азійських іграх
| Змагання           | Збірна | Вагова категорія                 | Місце  |
| ------------------ | ------ | -------------------------------- | ------ |
| Азійські ігри 2018 | Іран   | греко-римська боротьба, до 67 кг | Бронза |

### Виступи на інших змаганнях
| Змагання                                                     | Збірна | Вагова категорія                 | Місце  |
| ------------------------------------------------------------ | ------ | -------------------------------- | ------ |
| Чемпіонат світу з боротьби серед студентів 2016              | Іран   | греко-римська боротьба, до 66 кг | Бронза |
| Кубок Тахті 2016                                             | Іран   | греко-римська боротьба, до 59 кг | Бронза |
| Турнір Дана Колова — Николи Петрова 2016                     | Іран   | греко-римська боротьба, до 59 кг | Бронза |
| Київський Міжнародний турнір з боротьби 2017                 | Іран   | греко-римська боротьба, до 66 кг | 10     |
| Клубний чемпіонат світу з боротьби 2017                      | Іран   | команда                          | Срібло |
| Кубок Тахті 2019                                             | Іран   | греко-римська боротьба, до 72 кг | Золото |
| Олімпійський кваліфікаційний турнір з боротьби 2020 (Алмати) | Іран   | греко-римська боротьба, до 67 кг | Золото |
| Меморіал Болата Турлиханова 2022                             | Іран   | греко-римська боротьба, до 72 кг | Золото |
| Турнір Ібрагіма Мустафи 2023                                 | Іран   | греко-римська боротьба, до 72 кг | 5      |
| Турнір К. У. Кожомкула і Р. Санатбаєва 2023                  | Іран   | греко-римська боротьба, до 72 кг | Срібло |
| Турнір Дана Колова — Николи Петрова 2024                     | Іран   | греко-римська боротьба, до 72 кг | Срібло |

### Виступи на змаганнях молодших вікових груп
| Змагання                                      | Збірна | Вагова категорія                 | Місце  |
| --------------------------------------------- | ------ | -------------------------------- | ------ |
| Чемпіонат Азії з боротьби серед юніорів 2016  | Іран   | греко-римська боротьба, до 60 кг | Срібло |
| Чемпіонат світу з боротьби серед юніорів 2016 | Іран   | греко-римська боротьба, до 60 кг | 23     |
| Чемпіонат Азії з боротьби серед молоді 2019   | Іран   | греко-римська боротьба, до 77 кг | Срібло |
| Чемпіонат світу з боротьби серед молоді 2019  | Іран   | греко-римська боротьба, до 72 кг | Золото |